# لين كارين ديوتش
لين كارين ديوتش (بالإنجليزية: Lynne Karen Deutsch) هي فيزيائية وفيلسوفة أمريكية، ولدت في 26 نوفمبر 1956 في شيكاغو في الولايات المتحدة، وتوفيت في 2 أبريل 2004 في أكتون في الولايات المتحدة.